# Lilian (pel·lícula)
Lilian és una pel·lícula de cinema mut estrenada en 1921 i dirigida pel català Joan Pallejà i Mañanet. Fou estrenada a Madrid el 7 d'agost de 1922. Es tracta del primer western conegut rodat a Europa. Es va rodar als exteriors de Lloret de Mar i es va comercialitzar com si fos una pel·lícula estatunidenca, de manera que el director Pallejà era presentat com John Pallears, i els actors protagonistes com a Elliot Dorsau (Inocencia Alcubierre) i Joe Rogers (Josep Roges) i el distribuïdor Good Silver Film Co. (Llorenç Bau-Bonaplata).